# Różankowo
Różankowo est un village polonais situé en Couïavie-Poméranie, dans la gmina (commune) de Łysomice.